# Günther Ludwig
Günther Ludwig (Zäckerick, 12 de janeiro de 1918 – Marburgo, 8 de junho de 2007) foi um físico alemão.

## Vida
Ludwig estudou matemática e física na Universidade de Berlim, onde obteve em 1943 um doutorado sobre matemática aplicada. Durante a Segunda Guerra Mundial esteve no Centro de Pesquisas do Exército de Peenemünde. De 1946 a 1948 foi assistente de Richard Becker em Göttingen, onde também foi influenciado por Werner Heisenberg e Pascual Jordan e obteve a habilitação em 1948. A partir de 1949 foi professor extraordinário na Universidade Livre de Berlim (a partir de 1952 professor ordinário), e a partir de 1963 na Universidade de Marburgo (como sucessor de Siegfried Flügge), onde aposentou-se em 1983.
Ludwig foi membro da Akademie der Wissenschaften und der Literatur em Mainz.

## Obras
- Die Grundstrukturen einer physikalischen Theorie. Springer, Hochschultexte, 1978, 2. Auflage 1990 (auch ins Französische übersetzt).
- Grundlagen der Quantenmechanik. Springer, Grundlehren der mathematischen Wissenschaften 1954, Neuauflage als The Foundations of Quantum Mechanics 2 Bände, Springer 1983, 1985.
- Einführung in die Grundlagen der theoretischen Physik. 4 Bände, Vieweg Verlag 1974 bis 1979 (Bd. 1 Raum-Zeit-Mechanik. Bd. 2 Elektrodynamik, Raum, Zeit, Kosmos. Bd. 3 Quantentheorie. Bd. 4 Makrosysteme, Physik und Mensch.).
- Der Meßprozeß. Zeitschrift für Physik, Bd. 135, 1953, S. 483-511.
- Zur Deutung der Beobachtung in der Quantenmechanik. Physikalische Blätter, 1955, S. 489, Online.
- Predefinição:ZNaturforsch, Teil 2, Zeitschrift für Physik, Band 150, 1958, S. 346-375, Teil 3, Zeitschrift für Physik, Band 152, 1958, S. 98-115.
- Axiomatic quantum statistics of macroscopic systems (Ergodic theory). In P. Caldirola, Proceedings of the International School of Physics Enrico Fermi, Course XIV, Academic Press, 1960, S. 57-132.
- Gelöste und ungelöste Probleme des Meßprozesses in der Quantenmechanik. In Werner Heisenberg und die Physik unserer Zeit. Vieweg Braunschweig, 1961, S. 150-181.
- Zur Begründung der Thermodynamik auf Grund der Quantenmechanik. Zeitschrift für Physik, Band 171, 1963, S. 476-486, Teil II Masterequation. Zeitschrift für Physik, Band 173, 1963, S. 232-240.
- Versuch einer axiomatischen Grundlegung der Quantenmechanik und allgemeiner physikalischer Theorien. Zeitschrift für Physik, Band 181, 1964, S. 233-260, fortgesetzt in:
  - Ludwig: Attempt of an axiomatic foundation of quantum mechanics and more general theories II. Comm. Math. Phys., Band 4, 1967, S. 331-348, Teil III, Comm. Math. Phys., Band 9, 1968, S. 1-12.
- Deutung des Begriffs “physikalische Theorie” und axiomatische Grundlegung der Hilbertraumstruktur der Quantenmechanik durch Hauptsätze des Messens. Springer, Lecture Notes in Physics, Bd. 4, 1970.
- An axiomatic basis for quantum mechanics. 2 Bände, Springer 1985, 1987 (Bd. 1 Derivation of Hilbert Space Structure. Bd. 2 Quantum Mechanics and Macrosystems.).
- Die Katze ist tot. In J. Audretsch, K. Mainzer (Hrsg.): Wie viele Leben hat Schrödingers Katze?, BI Wissenschaftsverlag 1990, S. 183-208.
- Quantum theory as a theory of interactions between macroscopic systems which can be described objectively. Erkenntnis, Band 16, 1981, S. 359-387.
- Das naturwissenschaftliche Weltbild des Christen. Osnabrück, A. Fromm 1962.
- Fortschritte der projektiven Relativitätstheorie. Vieweg 1951.
- Wellenmechanik – Einführung und Originaltexte. WTB Taschenbuch 1969 (Reprint Band mit Einleitung von Ludwig).
- com Gerald Thurler: A new foundation of physical Theories. Springer 2006.
- Die Stellung des Subjekts in einer physikalischen Theorie. In Bodo Geyer, Helge Herwig, Helmut Rechenberg (Hrsg.): Werner Heisenberg – Physiker und Philosoph. Spektrum Verlag 1993, S. 244-250.
- Why a new approach to found quantum theory? In Jagdish Mehra (Hrsg.): The physicists concept of nature. Reidel 1972 (Dirac-Volume).
- Weitere Ausarbeitungen seiner Theorie veröffentlichte er in einer Reihe Notes in Math. Phys., Marburg.